# 約翰·蘇塔爾
約翰·蘇塔爾（英語：John Souttar；1996年9月25日—）是一位蘇格蘭足球運動員。在場上的位置是中後衛。現效力於蘇超球隊格拉斯哥流浪。他也代表蘇格蘭國家足球隊參賽。